# Lymfodrenáž
Lymfodrenáž nebo také lymfatická masáž je druh masáže založený na předpokladu, že tato technika podporuje přirozený odtok lymfy, která odvádí odpadní látky z tkání zpět k srdci. Má se tedy jednat o prostředek detoxikace.
Lymfatický systém je závislý na vnitřních kontrakcích hladkých svalových buněk ve stěnách lymfatických cév (peristaltika) a pohybu kosterních svalů, které pohánějí lymfu cévami do lymfatických uzlin a poté do lymfatických kanálků, které vracejí lymfu do kardiovaskulárního systému. Manuální lymfodrenáž využívá ke stimulaci toku lymfy určitý tlak (méně než 4 kPa) a rytmické krouživé pohyby. Klinické studie lymfodrenáže dospěly k závěru, že před doporučením této praktiky jako účinné zdravotní léčby je třeba provést další studie.

## Historie
Průkopníky manuální lymfodrenáže byli dánští doktoři Emil Vodder a Estrid Vodderová ve 30. letech 20. století, a to pro léčbu chronického zánětu vedlejších nosních dutin a dalších poruch imunity. Při práci na Francouzské Riviéře, kde léčili pacienty s chronickým nachlazením, si Vodderovi všimli, že tito pacienti mají zduřelé lymfatické uzliny. V roce 1932, v době, kdy byl lymfatický systém málo známý, začali vyvíjet systém lehkých, rytmických pohybů rukou v naději, že tím podpoří pohyb lymfy. V roce 1936 představili tuto techniku v Paříži ve Francii a po druhé světové válce se vrátili do Kodaně, aby naučili používat tuto terapii další lékaře.

## Účinnost
Studie účinnosti metody v léčbě lymfodémy podávají smíšené výsledky a jsou potřeba další studie. Systematický přehled z roku 2013 manuální lymfodrenáže s ohledem na lymfodémy související s rakovinou prsu nenalezl žádnou jasnou podporu pro účinnost této metody.
Při některých zdravotních problémech se lymfodrenáž nedoporučuje, např. při onkologických onemocněních, glaukomu (oční zelený zákal), astmatu, plicních onemocněních, vysokém krevním tlaku, zvýšené činnosti štítné žlázy.